# 옷토모역
옷토모역(일본어: 乙供駅)은 일본 아오모리현 가미키타군 도호쿠정에 위치한 아오이모리 철도 아오이모리 철도선의 철도역이다. 이 역은 시점인 메토키역으로부터 64.3m 떨어져 있으며, 도쿄역부터는 681.6km 만큼 떨어져 있는 역이다.

## 승강장
단선 승강장 2면 2선 구조의 철도역이며 승강장은 과선교로 이어져 있다.

### 타는 곳
| 번선 | 노선                | 방향 | 행선                   |
| ---- | ------------------- | ---- | ---------------------- |
| 1    | ■ 아오이모리 철도선 | 하행 | 노헤지 · 아오모리 방면 |
| 3    | ■ 아오이모리 철도선 | 상행 | 미사와 · 하치노헤 방면 |

## 역세권 정보
- 국도 제394호선

## 역사
- 1894년 1월 4일: 닛폰 철도의 철도역으로 영업 개시.
- 1906년 7월 1일: 국유화됨.
- 1972년 3월 15일: 화물 업무 폐지.
- 1987년 4월 1일 : 민영화에 따라, 동일본 여객철도가 계승.
- 2010년 12월 4일 : 도호쿠 신칸센이 신아오모리역까지 연장 개통함에 따라 아오이모리 철도로 이관.

## 인접역
| 아오이모리 철도 ■ 아오이모리 철도선 | 아오이모리 철도 ■ 아오이모리 철도선 | 아오이모리 철도 ■ 아오이모리 철도선 |
| ----------------------------------- | ----------------------------------- | ----------------------------------- |
| 가미키타초 하치노헤 방면            | 보통                                | 지비키 아오모리 방면                |